# Eugène Van Dievoet (architecte)
Pour les autres membres de la famille, voir Famille Van Dievoet.
Pour les articles homonymes, voir Van Dievoet.
Eugène Van Dievoet (Bruxelles, 9 mai 1862 - 20 mars 1937), est un architecte belge, officier de l'ordre de la Couronne, chevalier de l'Ordre de Léopold à titre militaire, Médaille commémorative du règne de S.M. Léopold II, Croix militaire de 1re classe, auteur principalement de bâtiments de style Art déco et Beaux-arts à Bruxelles.

## Biographie
Eugène Van Dievoet commença une carrière d'architecte militaire et se forma à l'École royale militaire (48e promotion, génie, 1880-1885).
Il fut major du génie, ingénieur, professeur à l'École royale militaire et membre de la Société royale d'archéologie de Bruxelles dès 1936.
Après ses activités militaires, il devint architecte civil (domicilié rue Vergote, 30) et construisit de nombreuses maisons et immeubles à appartement de style Art déco ou Beaux-arts à Bruxelles.
Le catalogue, tant de son œuvre comme architecte militaire que civil, reste à établir.

## Famille

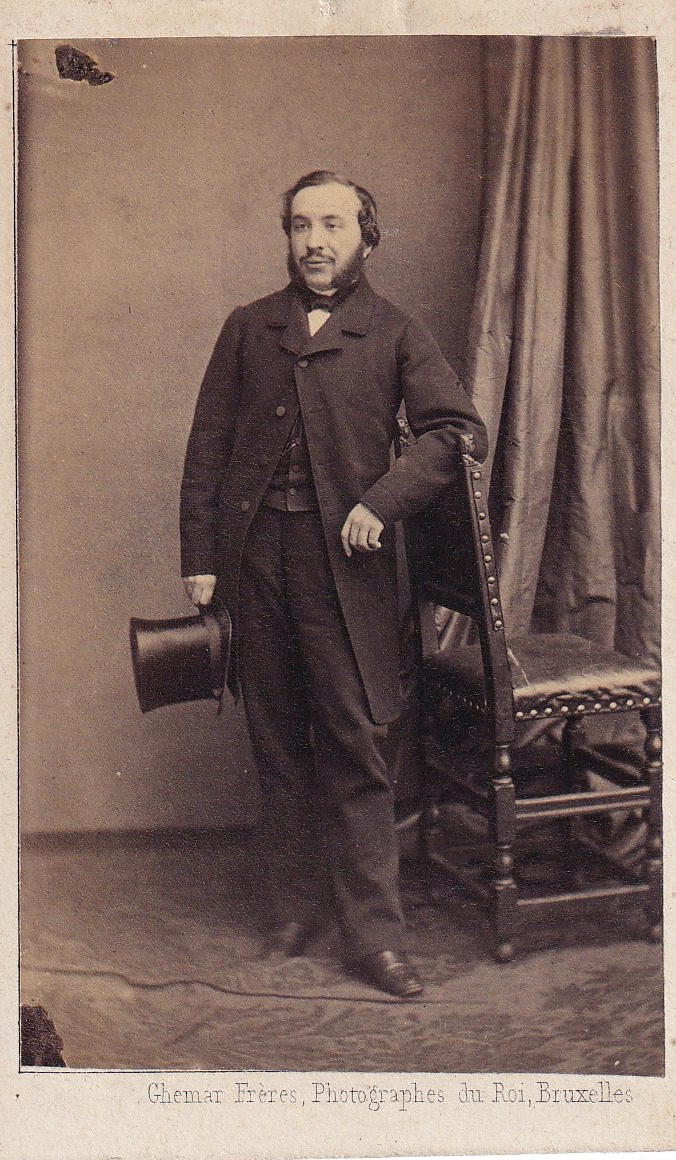
Ernest Van Dievoet, père d'Eugène Van Dievoet.

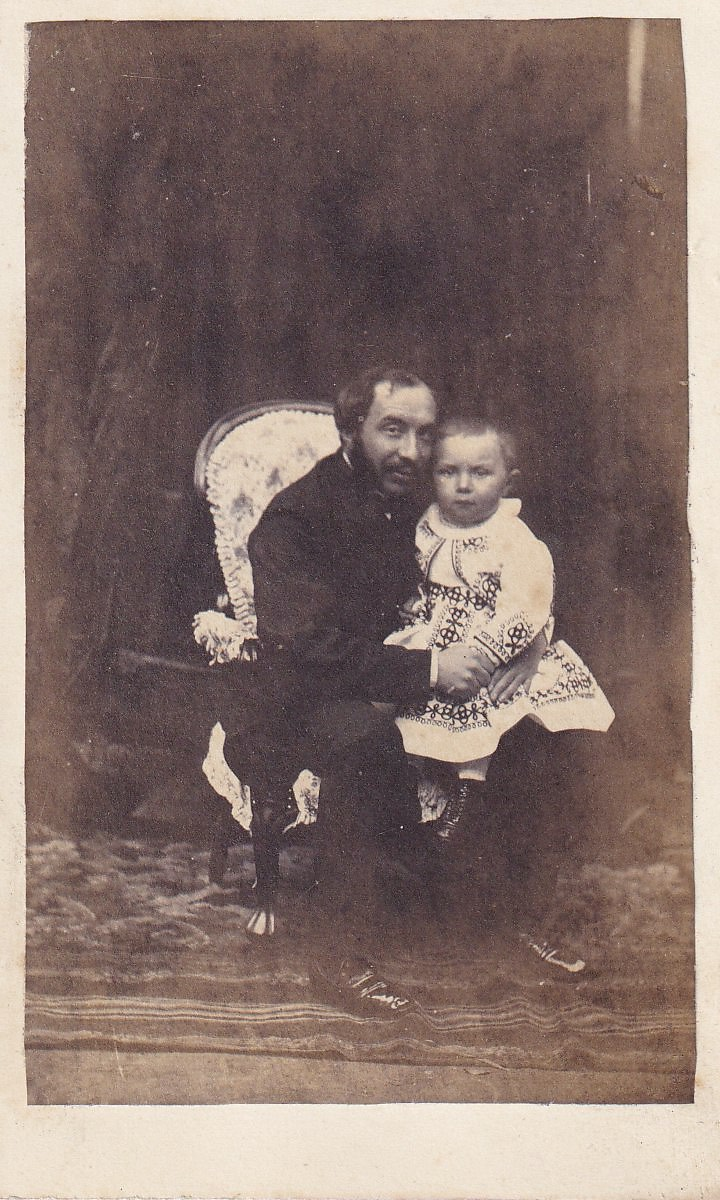
Ernest Van Dievoet et son fils Eugène.

Eugène Van Dievoet est le fils de Ernest Jean-Louis Van Dievoet (Bruxelles, 16 juillet 1835 — Saint-Gilles, 28 août 1903) et de Léonie Joséphine Françoise Most (Anvers, 14 juillet 1838 - Bruxelles 1943), fille de Ferdinand Gustave Adolphe Most et de Ghislaine Philippine Pauline Delsart ; et le petit-fils d'Eugène Van Dievoet et de Hortense Poelaert, sœur du célèbre architecte Joseph Poelaert. Il est donc le cousin germain de l'architecte Henri Van Dievoet et du décorateur Art nouveau Gabriel Van Dievoet.
Il a épousé à Etterbeek le 21 mai 1896, étant alors lieutenant au régiment du génie, demeurant à Anvers, Léonie Quarez, née à Liège le 22 mai 1865 et décédée à Woluwe-Saint-Lambert, rue Vergote 30, le 6 décembre 1944, fille de Philippe Guillaume Quarez et de Catherine Lambertine Marie Ogis. Ils n'eurent pas d'enfants.

## Œuvre
- 1922 : Schaerbeek, boulevard Reyers, 120 : maison de Monsieur Louis Brison[6] (1895-1952), agent de change, grand invalide de guerre 14-18, président du groupement des amputés de guerre belges blessés à l'ennemi[7]. Maison bourgeoise en brique et pierre bleue, style Louis XV éclectique[8].
- 1923 : Bruxelles, rue des Fabriques, no 32, maison bourgeoise en style Beaux-Arts.
- 1923 : Bruxelles, rue des Fabriques n° 32A à 36A, immeuble à appartements de cinq niveaux en style Art déco.
- 1923 : Woluwe-Saint-Lambert : rue Vergote 30 (anciennement no 14 à Schaerbeek), habitation personnelle de l'architecte, maison bourgeoise de style éclectique d'inspiration Beaux-Arts[9].

## Iconographie de son œuvre architecturale

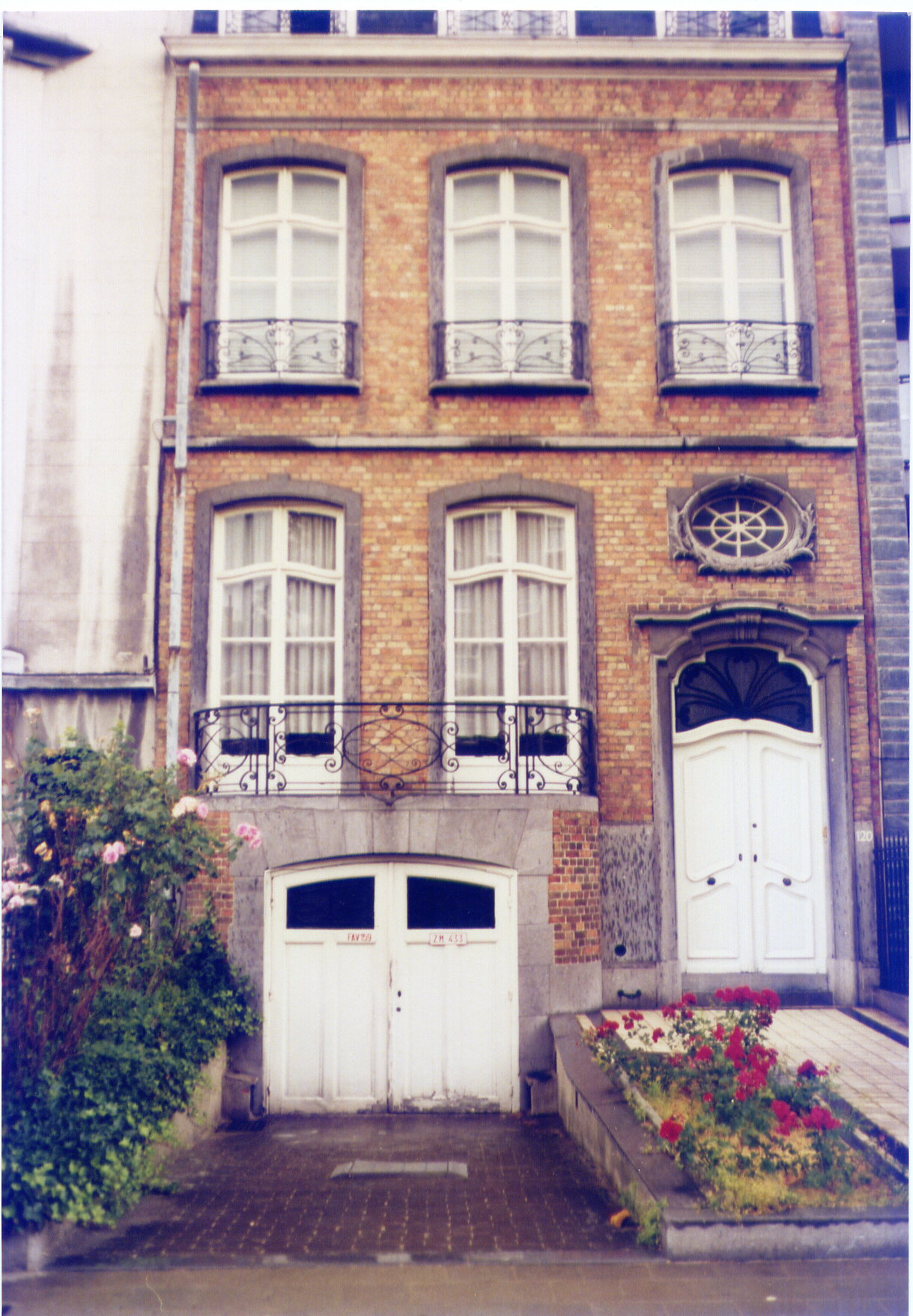
1922 : Schaerbeek, maison de M. Louis Brison (1895-1952), boulevard Reyers, 120 (style Louis XV).
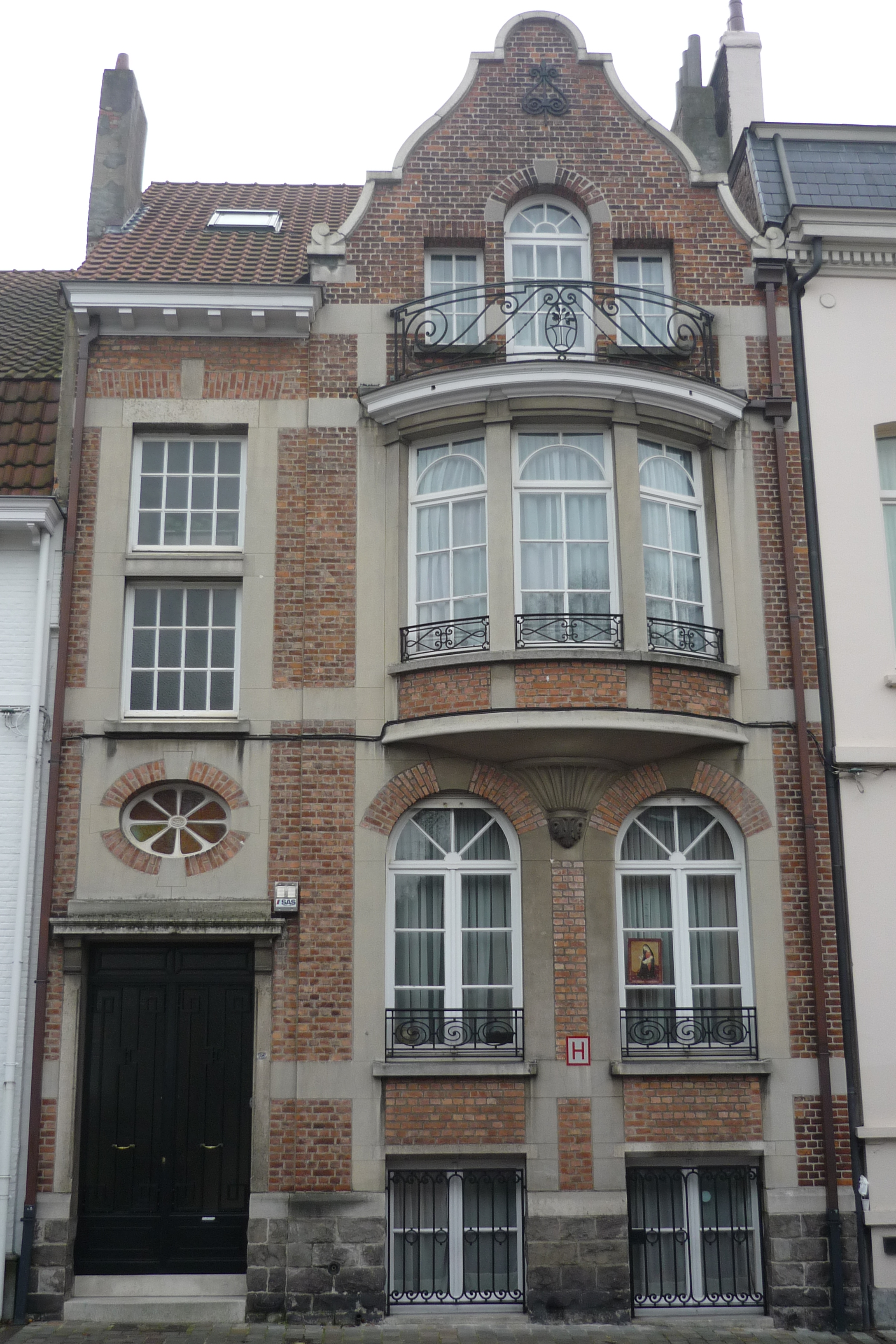
1923 : Woluwe-Saint-Lambert, rue Vergote 30 (anciennement no 14 à Schaerbeek), maison personnelle de l'architecte-ingénieur Eugène Van Dievoet.
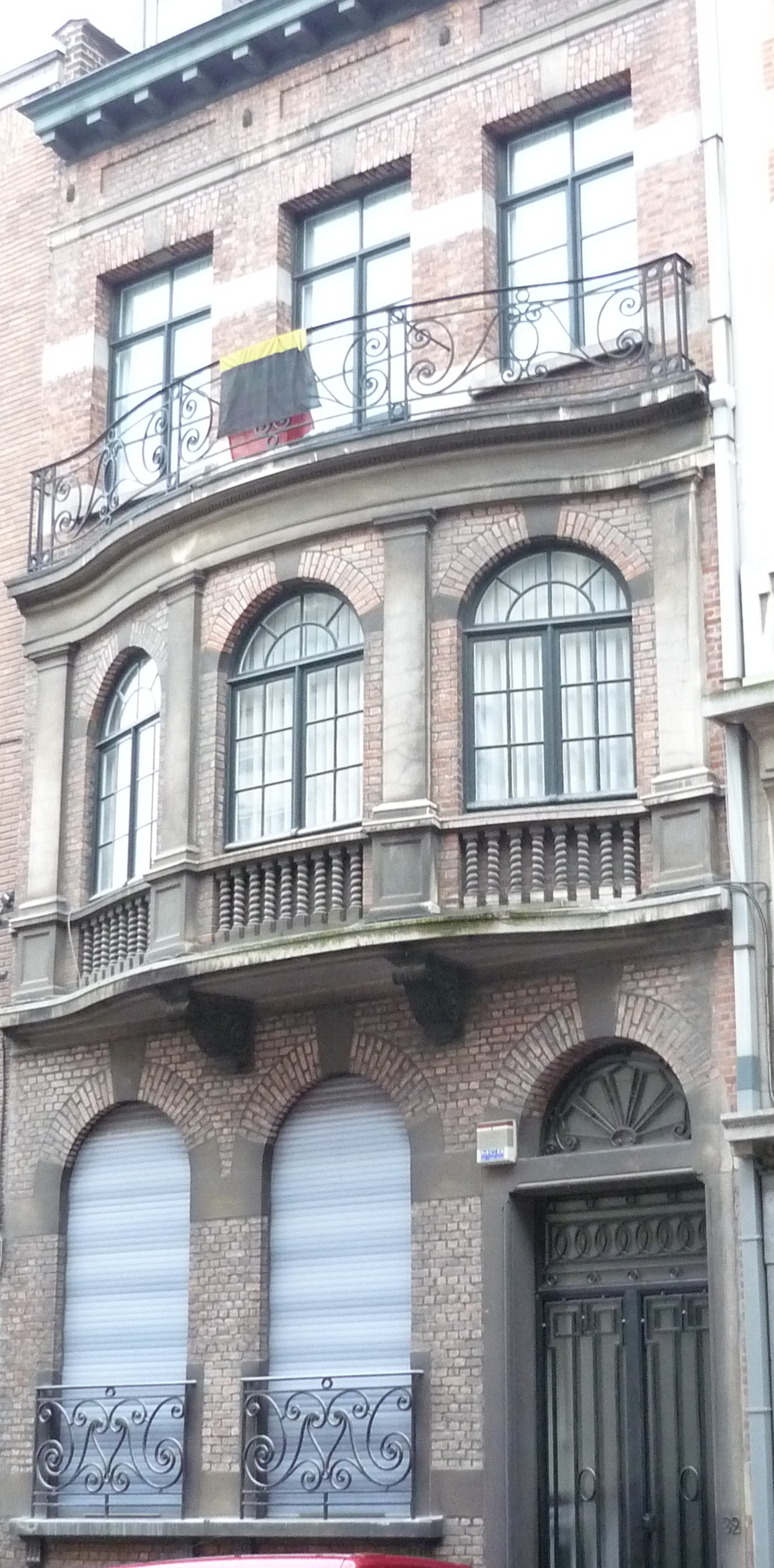
1923 : Bruxelles, rue des Fabriques, 32, maison de style Beaux-arts.
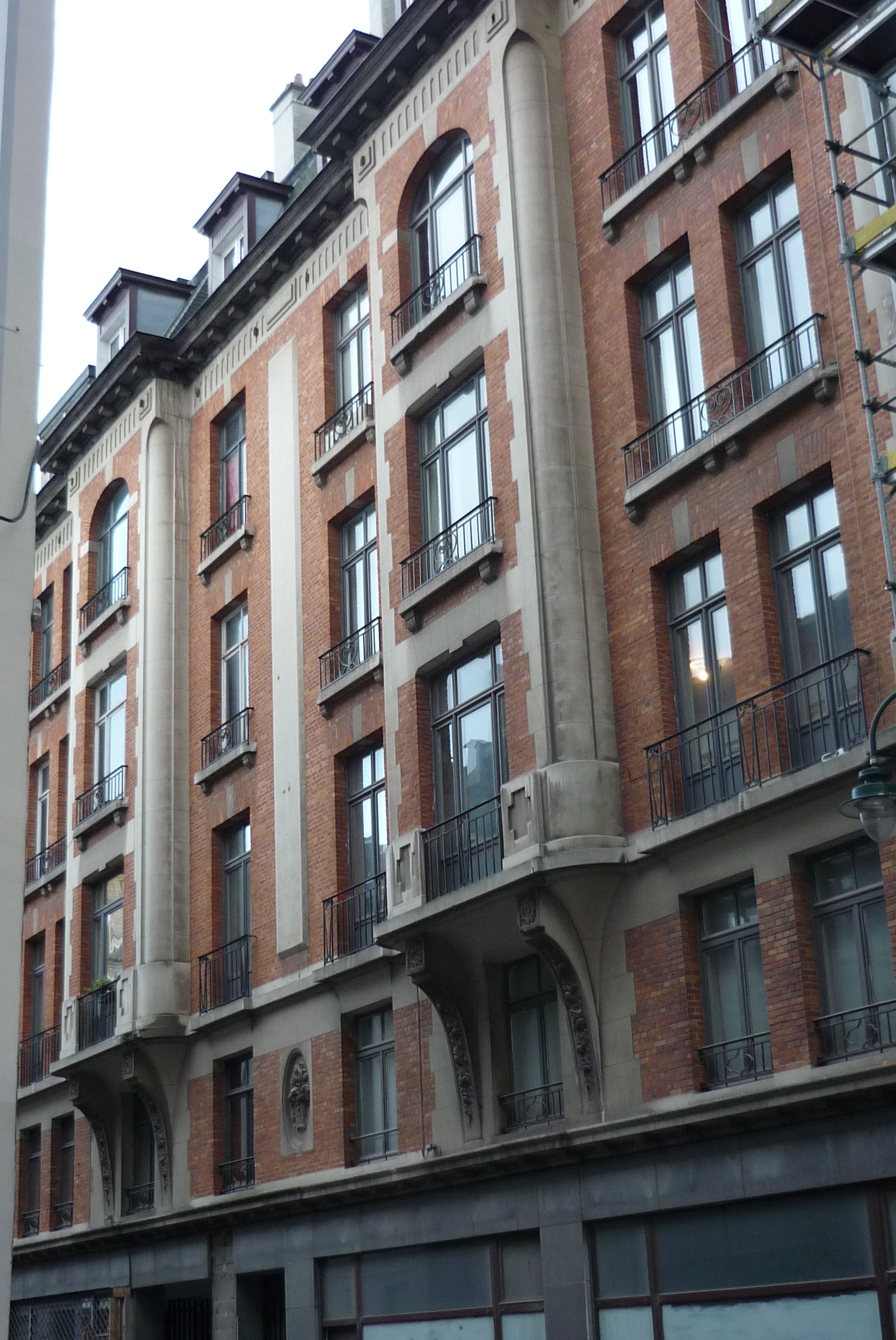
1923 : Bruxelles, rue des Fabriques, 32A-36A, immeuble à appartements de style Art déco.

## Honneurs
- Officier de l'ordre de la Couronne
- Chevalier de l'ordre de Léopold
- Croix militaire de première classe
- Médaille commémorative du règne de S.M. Léopold II

## Œuvres d'autres architectes «Van Dievoet»
Il ne faut pas confondre l'œuvre architecturale d'Eugène Van Dievoet avec celle d'autres membres de sa famille, comme celles de:
- Henri Van Dievoet (1869-1931), son cousin germain.
- Paul Van Dievoet (1896-1947), architecte de la Commune de Schaerbeek, fils d'Henri.
- Gabriel Van Dievoet (1875-1934), auteur de nombreux projets de sgraffitos, son cousin germain.
- Léon Van Dievoet (1907-1993), fils de Gabriel et qui, outre une œuvre architecturale, a laissé des centaines de dessins, d'aquarelles, de peintures ou de gravures de Bruxelles s'étalant de 1923 à 1993 et qui nous conservent le souvenir précieux de nombreux endroits désormais disparus.